# Richard Stuart Lake
Richard Stuart Lake (10 juillet 1860 – 23 avril 1950), personnalité politique canadienne, fut lieutenant-gouverneur de la province de la Saskatchewan de 1915 à 1921. Il fut aussi élu député de 1904 à 1911 à la Chambre des communes du Canada sous la bannière du parti conservateur du Canada.